# 4431 Holeungholee
4431 Holeungholee (1978 WU14) là một tiểu hành tinh vành đai chính.